# Magdalena (reka)
Reka Magdalena (špansko Río Magdalena; manj pogosto Rio Grande de la Magdalena) je glavna reka Kolumbije, ki teče proti severu približno 1528 kilometrov skozi zahodno polovico države. Ime je dobila po svetopisemski osebnosti Mariji Magdaleni. Po velikem delu spodnjega toka je plovna, kljub premikajočim se peščenim zaporam ob ustju delte, vse do Honde, na dnu njenih brzic. Teče skozi dolino reke Magdalene.
Njeno porečje pokriva površino 273.000 kvadratnih kilometrov, kar je 24% površine države in kjer živi 66 % njenega prebivalstva.

## Potek
Reka Magdalena je največji rečni sistem severnih Andov z dolžino 1612 km. Njeno povirje je na jugu Kolumbije, kjer se ločita andski verigi Cordillera Central in Cordillera Oriental, v departmaju Huila. Reka nato teče vzhodno od severa v veliki dolini med obema kordilerama. Doseže obalno nižino na približno 9 stopinjah severno, nato teče na zahod približno 100 km, nato spet proti severu in doseže Karibsko morje v mestu Barranquilla v območju, znanem kot Bocas de Ceniza.

## Živalstvo

### Ribe
Porečje reke Magdalene, ki vključuje reko Cauca in druge pritoke, je zelo bogato z ribami. Od leta 2008 je bilo iz porečja znanih 213 vrst rib. Od takrat je bilo iz porečja opisanih več novih vrst, kot je pet Hemibrycon leta 2013, dve Ancistrus leta 2013 in Farlowella leta 2014. Med bolj znanimi vrstami v porečju so Kronoheros umbriferus, Ctenolucius hujeta, Geophagus steindachneri, Ichthyoelephas longirostris, Panaque cochliodon, Pimelodus blochii, Potamotrygon magdalenae, Prochilodus magdalenae, Prochilodus magdalenae, Pseudus magdaleniatum in Pseudomania magdaleniatum. Približno 55 % ribjih vrst v porečju je endemičnih, vključno s štirimi endemičnimi rodovi: soma Centrochir in Eremophilus ter haracidima Carlastyanax (pogosto vključeni v Astyanax) in Genycharax. Na splošno je ribja favna povezana z okoliškimi kotlinami, predvsem Atrato in Maracaibo, v manjši meri pa tudi Amazonka-Orinoko.
Najbolj produktivna ribiška območja v Kolumbiji so v porečju, vendar je prišlo do drastičnega zmanjšanja letnega pridelka s približno 90-odstotnim padcem med letoma 1975 in 2008. Primarne grožnje so onesnaževanje (kot so človeški odpadki, rudarstvo, kmetovanje in krčenje gozdov, ki povzročajo zamuljevanje) in izguba habitata (kot so jezovi). Gradijo se dodatni jezovi, vključno z El Quimbo (odprt leta 2015) in Ituango (leta 2018), kar je povzročilo nekaj polemik. Zaradi onesnaženja so bile težke kovine odkrite tudi v nekaterih komercialno pomembnih ribah v reki. Od leta 2002 je bilo 19 vrst rib v porečju priznanih kot ogroženih.

### Druge živali
Reka Magdalena in njena dolina prečkata najrazličnejše ekosisteme, kot so páramo v povirju, suhi gozd v zgornjem delu doline, deževni gozd v srednjem toku ter močvirja in mokrišča v spodnjem toku. Očalasti kajman (Caiman crocodilus), zeleni legvan in rjavi pelikan (Pelecanus occidentalis) so v teh ekosistemih pogosti, druge živalske vrste, kot so karibski lemantin (Trichechus manatus), Magdalena tinamou (Crypturellus erythropus saltuarius), papagaj Pyrrhura picta, ameriški krokodil (Crocodylus acutus), želve Trachemys callirostris, Podocnemis lewyana, Mesoclemmys dahli  in Chelonoidis carbonarius so v nevarnosti izumrtja.
Poleg tega obstaja možno tveganje, ki ga predstavlja invazivni veliki povodni konj. Ti povodni konji, ki jih je prvotno uvozil Pablo Escobar, so po njegovi smrti postali divji in so se od takrat razširili izven svojega prvotnega doma na Haciendi Napoles v bližnja območja reke Magdalene. 

## Zgodovina
Zaradi svoje geografske lege na severu Južne Amerike je bila reka Magdalena že od predkolumbovskih časov pot proti notranjosti današnje Kolumbije in Ekvadorja. Več karibsko govorečih ljudstev, kot sta Panče in Jariguí, se je povzpela skozi zahodni breg reke, medtem ko so njen vzhodni del naselili ljudstvo Muisca, ki reko imenuje Juma.
Podobno so španski konkvistadorji, ki so prispeli v današnjo Kolumbijo v začetku 16. stoletja, uporabljali reko za napredovanje v divjo in gorato notranjost, potem ko je Rodrigo de Bastidas 1. aprila 1501 odkril in poimenoval reko. Med špansko kolonizacijo Amerik je bila reka edina prometna povezava, ki je povezovala Bogoto s pristaniščem Cartagena de Indias na Karibskem morju in s tem z Evropo.
Tako imenovana Magdalenska kampanja Pierra Labatuta in Simóna Bolívarja je potekala ob reki Magdaleni.
Leta 1825 je Kolumbijski kongres podelil koncesijo za vzpostavitev parne plovbe po reki Magdaleni Juanu Bernardu Elbersu , vendar se je njegovo podjetje kmalu zatem zaprlo. Od leta 1845 so parniki redno potovali po reki  do leta 1961, ko so zadnji parniki prenehali delovati.

## V popularni kulturi
Večji del filma Ljubezen v času kolere se odvija v zgodovinskem, obzidanem mestu Cartagena v Kolumbiji. Nekateri posnetki so pokazali reko Magdaleno in gorovje Sierra Nevada de Santa Marta.
General v svojem labirintu Gabriela Garcíe Márqueza je fikcionalizirana pripoved o končnem potovanju Simóna Bolívarja po reki Magdaleni, kjer ponovno obišče številna mesta in vasi ob reki.
V Magdaleni: Reka sanj (Knopf, 2020) kanadski pisatelj, antropolog in raziskovalec Wade Davis potuje po reki s čolnom, peš, z avtomobilom in na konju ter združuje opise narave z epizodami iz kolumbijske zgodovine.

## Prebivalstvo

### Avtohtono prebivalstvo
Kralji Malamba so živeli v spodnjem toku. Na tem območju so bili naseljeni Karibi, ljudstvo, za katerega naj bi bil značilen kanibalizem in iz katerega imena bi lahko izhajala beseda kanibalizem. Kogi živijo v Sierra Nevada de Santa Marta, gorovju blizu ustja. Skoraj noben Indijanec že desetletja ne živi neposredno v spodnjem toku.
Indijanci še vedno živijo v zgornjem toku. Sem spadajo Andaquíes, ki živijo v pragozdovih, zlasti v porečju Amazonke. Uitoto živijo južneje. Nekateri raziskovalci menijo, da so njihovi predniki graditelji skrivnostnih kamnitih skulptur San Agustína. Od okoli 1200 do 1540 so tudi Muisca živeli v zgornjem toku.

### San Agustín – arheološka cona
Znamenit arheološki park San Agustín je leta 1857 odkril Italijan Agostino Codazzi. Videl je na desetine kamnitih skulptur. Te skulpture so visoke nekaj metrov in upodabljajo ljudi, npr. duhovnik s kačo ali žogo. Med najbolj znanimi raziskovalci, ki so tam iskali tovrstne skulpture, sta bila Nemca Eduard Seler in Konrad Theodor Preuss.

### Vasi ob reki
Približno 80 % celotnega kolumbijskega prebivalstva živi v porečju reke Río Magdalena. Največje mesto na reki je Barranquilla blizu ustja reke Magdalene v Karibskem morju. Barranquilla je tudi najpomembnejše obmorsko pristanišče Kolumbije. Mesto ima 1,3 milijona prebivalcev z aglomeracijo, zaradi česar je četrto največje mesto. Med 50 največjimi mesti v državi so tudi druga mesta, kot so Neiva s 348.920 (15. mesto), Soledad s 320.115 (18.), Barrancabermeja z 202.167 (27.) in Girardot s 124.520 (40.) prebivalci. La Dorada je z 72.000 prebivalci tudi eno večjih mest.
Ob zgornjem toku še manjša reka Magdalena teče skozi več majhnih krajev. Prvo veliko mesto je Neiva. Potem so majhna mesta, kot sta La Palmita ali Purificación, dokler ne sledi Girardot. Za Guataquilom in Cambaom prihaja Honda, eno glavnih rečnih pristanišč na reki. Kraj je pomemben tudi za plovbo. Kmalu zatem reka Río Magdalena teče skozi La Dorado, ki ima letališče. Zdaj dalj časa sledijo le majhna mesta, vključno s Puerto Gutiérrezom, Puerto Boyacá, Puerto Olayo ali Puerto Carare. Reka je zdaj potok, ki ji sledi Barrancabermeja, pomembno industrijsko mesto. Do Mompósa so spet le manjši kraji, kot npr San Pablo, La Gloria, El Banco in Guamal.
Río Magdalena, ki je že prejela Río Cauca, zdaj teče skozi mesta Santa Ana, Plato, Calamar in Salamina. Calamar ima pomembno rečno pristanišče.
Na ustju so mesta Sitionuevo, Soledad in končno Barranquilla.

## Gospodarstvo

### Industrija surovin
Dolina reke Río Magdalena in dolina Río Cauca je bogata z nafto in zemeljskim plinom. Številna bližnja večja mesta imajo rafinerije nafte kot npr. Barrancabermeja (center proizvodnje nafte) ali Neiva.
Barranquilla je veliko industrijsko središče z industrijo aluminija, stekla in lesa.

### Plovnost
Približno 1000 kilometrov od karibske obale do celinskega pristanišča Honda, je Río Magdalena plovna in glavna pot v notranjost Kolumbije. Po brzicah pri Hondi je plovnih še 240 kilometrov. Od Neive (437 m nmv) je reka plovna, nad Hondo (200 m nmv) katarakt prekine plovnost za 150 km. Parne ladje so potovale po spodnji Magdaleni 800 km do Honde in od leta 1875 (parnik Moltke) tudi pot nad brzicami do Neive.
Avtohtoni prebivalci še vedno plujejo po Río Magdaleni s čolni, imenovanimi Champán. Ti champánes so narejeni iz lesa cedre in so dolgi od 15 do 20 m. Na sredini je polkrožna streha iz palmovega trsa. Premikajo se z vesli ali koli. Pred parniki so bili edino prevozno sredstvo na reki. Skoraj tri mesece traja, da se s temi čolni prepluje reka.
Prve ladje so bili parniki, kot na reki Mississippi v 19. stoletju. Predstavil jih je nemški priseljenec Johann Bernhard Elbers. 2. julija 1823 je dobil izključno pravico plovbe po reki Río Magdalena. Januarja naslednjega leta je po reki zaplula prva ladja Fidelidad. Zaradi velike količine naplavljenega lesa v vodi je bilo treba lopatice prestaviti na ladjo. Večina ladij je potonila zaradi različnih razlogov (odpoved motorja, ugreza ali je bila ladja preveč nestabilna) in tako je prihajalo vedno več tekmecev, ki so si tudi želeli pravico do plovbe. Bilo je več tožb, dokler kolumbijski predsednik Simón Bolívar 28. januarja 1837 ni razglasil plovbe za parnike po reki za brezplačno.